# Atrichites
Atrichites là một chi rêu trong họ Polytrichaceae.